# Berthun
Berthun o Beorhthun (floruit 680) fou dux dels saxons del sud. Beda a la Historia ecclesiastica gentis Anglorum (Llibre IV, Capítol 15) registra la invasió del regne dels saxons dels sud per Cædwalla dels saxons de l'oest i l'assassinat del rei saxó del sud Æthelwealh. Caedwalla fou expulsat per Beorhthun i Andhun, qui governaren conjuntament els saxons del sud. Tanmateix Beda informa que Beorhthun fou més tard mort i els saxons del sud foren conquerits per Caedwalla.